# Anjelica Huston
Anjelica Huston (/ˈhjuːstən/; sinh ngày 8 tháng 7 năm 1951) là nữ diễn viên, đạo diễn và cựu người mẫu người Mỹ. Huston từng thắng một giải Oscar ở hạng mục Nữ diễn viên phụ xuất sắc nhất trong phim Prizzi's Honor (1985).
Bà cũng nhận được đề cử giải Giải thưởng Điện ảnh Viện Hàn lâm Anh quốc trong các phim điện ảnh Crimes and Misdemeanors (1989) và Manhattan Murder Mystery (1993).

## Thời thơ ấu
Huston sinh ra tại Santa Monica, California. Bà là con gái của diễn viên John Huston và người mẫu Enrica Soma.

## Danh sách phim

### Điện ảnh
| Năm  | Phim        | Vai diễn         | Ghi chú |
| ---- | ----------- | ---------------- | ------- |
| 1990 | The Witches | Phú thủy tối cao |         |
| 2024 | Ballerina   | The Director     |         |

### Truyền hình
| Năm       | Phim                                    | Vai diễn        | Ghi chú    |
| --------- | --------------------------------------- | --------------- | ---------- |
| 2016-2018 | Thợ săn yêu tinh: Truyền thuyết Arcadia | Nữ hoàng Usurna | Lồng tiếng |
| 1991-2010 | Addam Family                            | Morticia        |            |